# Incontri internazionali di rugby a 15 di fine anno 1976
Nel rugby a 15 è tradizione che a fine anno (ottobre-dicembre) si disputino una serie di incontri internazionali che gli europei chiamano "Autumn International"  e gli appassionati dell'emisfero sud "Springtime tour". In particolare le nazionali dell'emisfero Sud si recano in tour in Europa. Il Galles si aggiudica il match solo all'ultimo minuto con un calcio di punizione.
- -  Giappone in Europa: Quattro sconfitte in altrettanti test. di cui uno solo ufficiale con l'Italia.

| Padova 21 ottobre 1976 | Italia | 25 – 3 | Giappone |  |

- - Argentina in Galles: se il nome "Pumas"  era nato nel 1965, è con questo tour che ne nasce la leggenda. Guidati dal grande mediano di apertura, Hugo Porta, la Nazionale di rugby XV dell'Argentina nazionale argentina giunge in Europa e mette alle corde il fortissimo Galles, vincitore del Cinque Nazioni 1976.

| Cardiff 16 ottobre 1976 | Galles XV | 20 – 19 | Argentina | Arms Park |

- -  Australia in Europa: deludentissimo tour per i Wallabies: sconfitti per due volte dai francesi, rischiano una clamorosa sconfitta all'Arena di Milano, sotto il diluvio contro gli azzurri.

| Bordeaux 24 ottobre 1976 | Francia | 18 – 15 | Australia |  |

| Parigi 30 ottobre 1976 | Francia | 34 – 6 | Australia | Parco dei Principi |

| Milano 4 novembre 1976 | Italia | 15 – 16 | Australia XV | Arena Civica |

- Altri test

| Bruxelles 12 ottobre 1976 | Belgio | 14 – 3 | Svezia |  |

| Seul 20 novembre 1976 | Corea del Sud | 3 – 11 | Giappone |  |